# Dąbrowa (Gdynia)
Dąbrowa – jedna z najmłodszych dzielnic mieszkalnych Gdyni granicząca z następującymi dzielnicami tego miasta: Chwarzno-Wiczlino (od północy), Karwiny (od wschodu) oraz Wielki Kack (od południa), a od zachodu także z gminą Żukowo i pasem Wzgórz Chwaszczyńskich. Znaczną część dzielnicy stanowią lasy i zbiorniki wodne. Północną granicę Dąbrowy wyznacza rzeka Kacza.

## Historia i części Dąbrowy
Obecna dzielnica Dąbrowa składa się z pięciu historycznych części:
Kolonia Chwaszczyńska (niem. Dohnasberg kasz. Kòlonia) - Największa część obecnej dzielnicy. Wieś założona ok. 1803 roku przez przybyłych z Wirtembergii osadników. Rozciąga się od okolic pętli trolejbusowej na ul. Miętowej przez zbocza góry Donas aż do granicy z Chwaszczynem. W XIX wieku góra była niezalesiona i znajdowały się na niej pola. Wiadomo, że w Dohnasbergu znajdowała się szkoła (okolice ul. Głogowej). Z czasem mieszkańcy zaczęli odsprzedawać ziemię Kaszubom. Sołtys Dohnasberga Augustin Leibrandt został pochowany na cmentarzu niedaleko szytu wzgórza w 1943 roku, gdzie zachował się jego grób z tabliczką. Do lat 60 XX wieku Kolonia stanowiła wieś sołecką w gminie Chwaszczyno a w 1973 stała się częścią Gdyni. Do dzisiaj został zachowany układ dróg na północ od wzgórza - dzisiejsza ul. Łanowa oraz stary ewangelicki cmentarz.
Krykulec/Krykwałd (niem. Krückwald kasz. Krëkólc) - osada leśna z leśniczówką w Pruskim Królewskim Lesie Chylońskim (niem. Königliche Forst Kielau). Pustki Krykulca rozciągały się na stosunkowo dużym obszarze a jedną z nich był Krykulec II, zwany również, od porastającego go dębowego lasu, Dębnikiem - północno-wschodnia część dzisiejszej Dąbrowy (okolice ul. Jarzębinowej i Jemiołowej).
Rewerenda - Część Chwaszczyna włączona do Gdyni w latach 70 XX wieku. Obejmuje kilka ulic, m.in. nową Rdestową, ul. Kazimierza Bielińskiego i ul. Chwaszczyńską. 
Wiczlińskie Pustki (niem. Abbau zu Vitzlin kasz. Wiczlińsczé Pùstczi) - Najmniejsza część dzisiejszej Dąbrowy. Obejmuje łąki nad rzeką Kaczą pomiędzy ul. Miętową a lasem. Miała zostać siłą włączona do Wiczlina przez tamtejszą szlachtę.
Wielkokackie Pustki (niem. Abbau zu Groß Katz kasz. Wiôlgôkacczé Pùstczi) - Druga co do wielkości część obecnej Dąbrowy. Dawny wielkokacki przysiółek rozciągający się od ul. Miętowej do końca starej Rdestowej. Zabudowania istniały tu w pierwszej połowie XIX wieku. Przysiółek składał się wtedy z kilku domostw oraz licznych pól i pastwisk. Od 1913 roku znajduje się tu krzyż ufundowany przez rodzinę Rietzów (a właściwie jego następca).

## Wzgórze Donas
Najwyższym punktem dzielnicy jest Wzgórze Donas o wysokości 206,5 m n.p.m., która jednocześnie jest najwyższym punktem Trójmiasta. Na jego wschodnim (niższym) wierzchołku znajduje się wieża telekomunikacyjna „Idea Góra Donas”, na której znajduje się platforma widokowa. Wysokość wieży wynosi 70 m, natomiast taras widokowy znajduje się na wysokości 26,5 m.

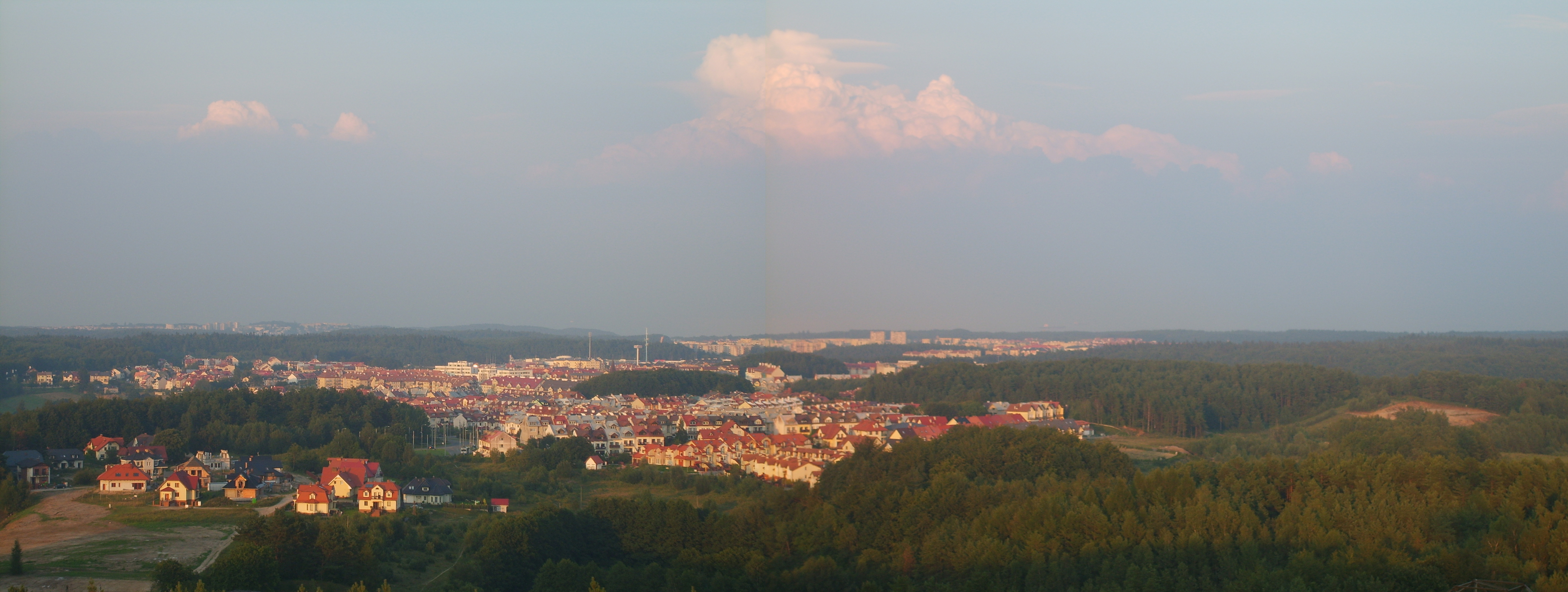
Widok z wieży na górze Donas na dzielnicę

## Edukacja
- Zespół Wczesnej Edukacji nr 1 w Gdyni (ul. Wiczlińska 33)
  - Przedszkole nr 50
  - Szkoła Podstawowa nr 45
- Zespół Szkolno-Przedszkolny nr 3 w Gdyni (ul. Nagietkowa 73)
  - Szkoła Podstawowa nr 47
  - Przedszkole nr 55